# Cuisine camerounaise
Au Cameroun, il existe une très grande variété de préparations culinaires et de multiples traditions régionales, si bien qu'il est difficile de parler de la cuisine camerounaise comme un tout unifié. Il existe de nombreux plats régionaux qui se sont développés au point d'être reconnus au niveau national et international comme le poulet DG ou le ndolé. Beaucoup de plats régionaux, à l'origine, se sont également multipliés à travers le pays avec quelques variations d'une région à une autre.
La variété de la cuisine du pays s’explique par la diversité de ses groupes ethniques, par son histoire qui a amené des influences culinaires diverses, et par son climat contrasté qui donne accès à des produits végétaux et animaux différent selon le climat dans ces régions.
De façon générale, l'alimentation des Camerounais est largement basée sur les produits végétaux comme le mil, le manioc les arachides, l'igname, la patate douce, le ndolé et les fruits tropicaux (banane, banane plantain, ananas, mangue, papaye…). Les Camerounais consomment aussi de la viande (bœuf, chèvre, porc, veau, (sous forme farcie ou grillée)...) et beaucoup de poissons et de crevettes (sous forme grillée ou fumée et fraîche en eau douce), particulièrement dans les régions maritimes avec un emploi important de diverses épices.

## Les classiques
- Le poulet DG, poulet frit avec des bananes plantains et des épices,
- Le poisson braisé (maquereau, bar, sole), cuit sur barbecue avec des condiments.
- les soya qui sont des brochettes de viande ou des petits morceaux de viande cuits sur barbecue.
- la sauce d'arachide à la viande, au poisson ou au poisson fumé.

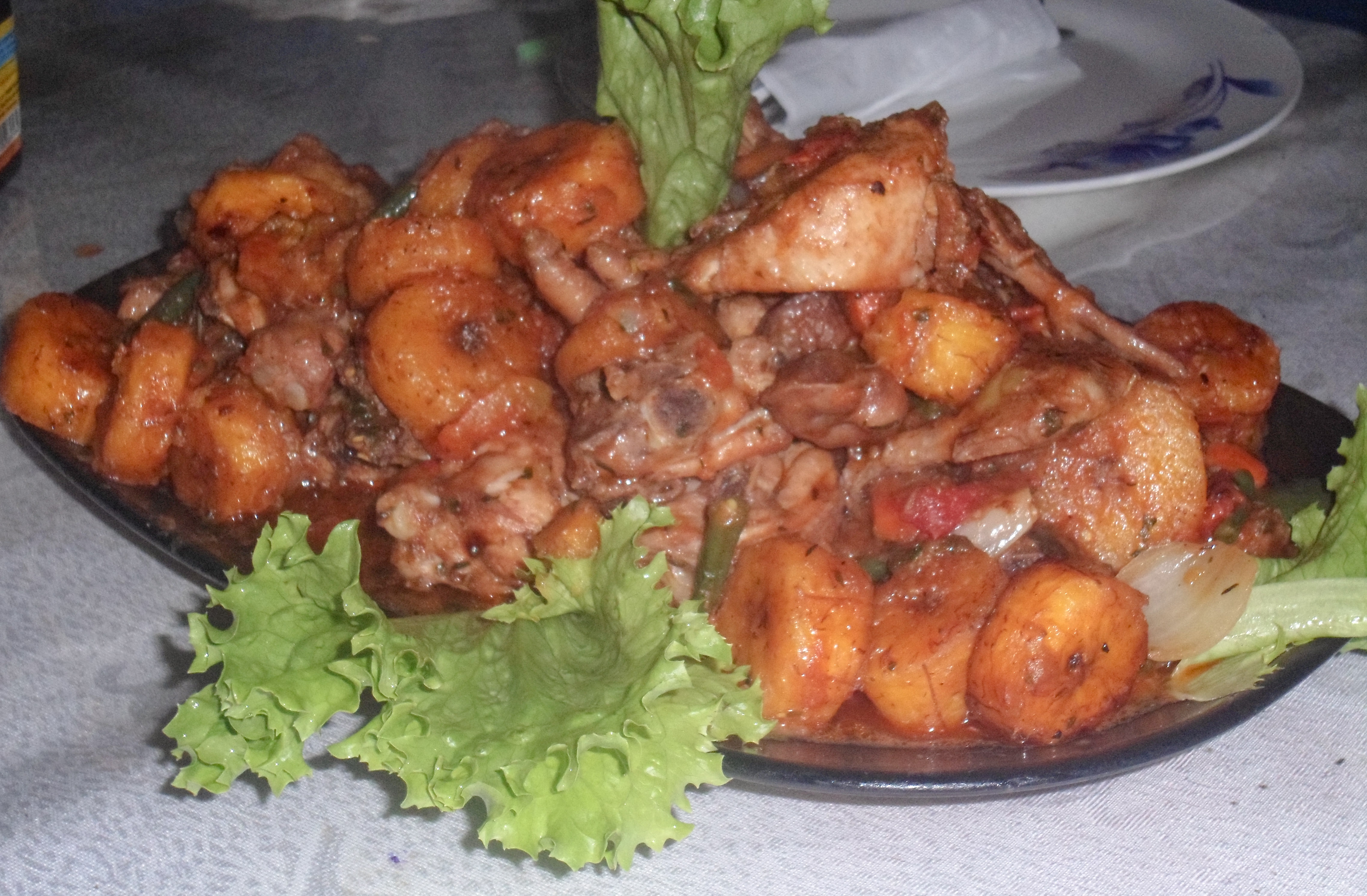
Poulet DG
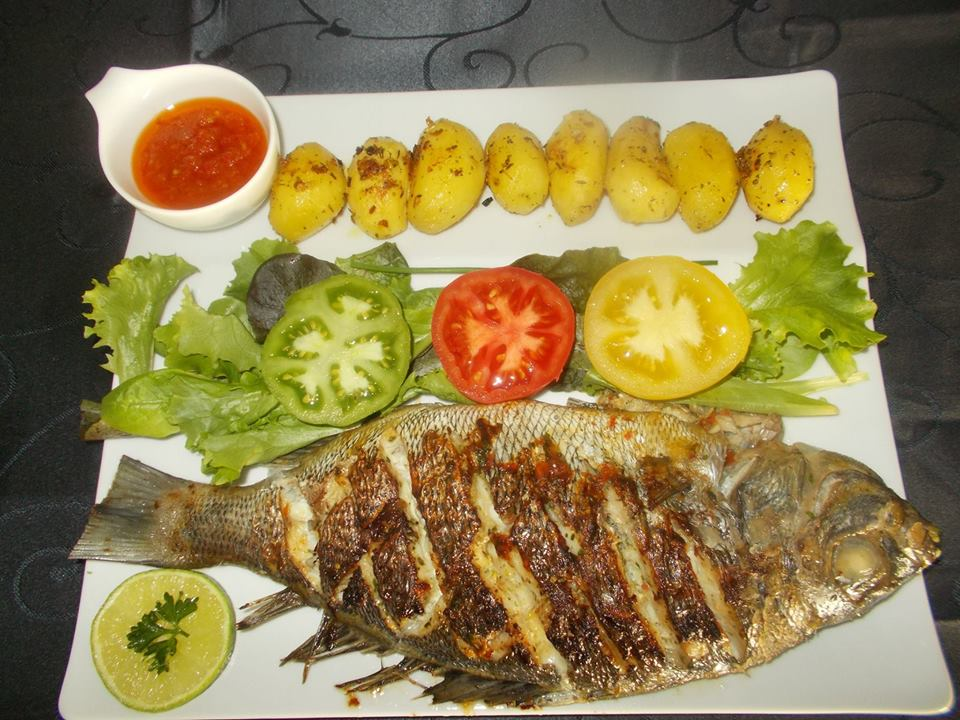
Dorade grise braisée
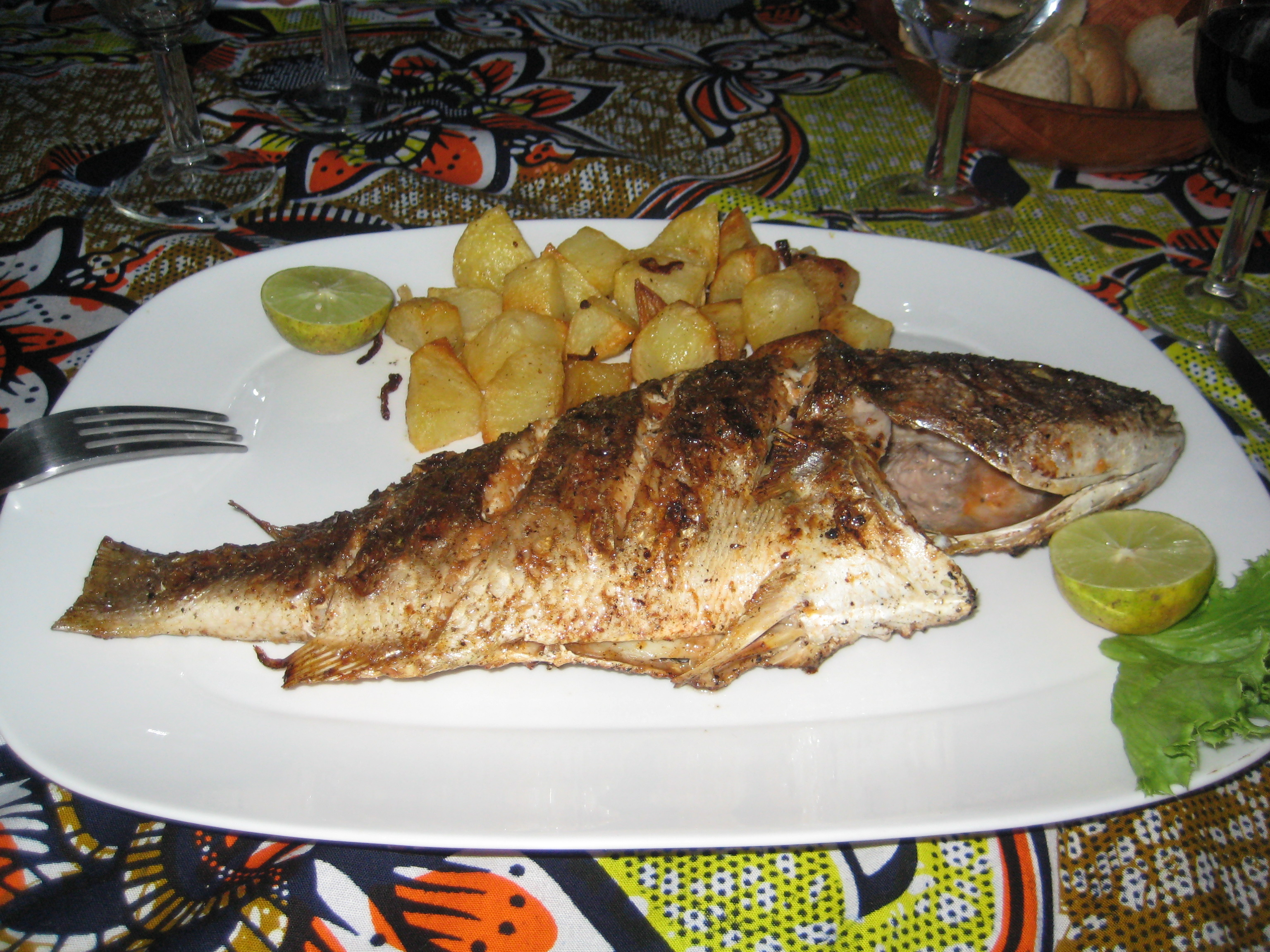
Poisson braisé

## Les spécialités
Chaque région possède des spécialités qui se sont popularisées dans tout le pays. En voici quelques-unes.

### Région du Littoral
- Le ndolé ou metet, préparé à base de feuilles de vernonia, de pâte d'arachides fraîches, d'épices, de viande, de poisson séché ou de crevettes. Il peut être accompagné de miondo (bâton de manioc), de plantains mûrs bouillis, de plantains mûrs frits, de manioc...
- Le n'domba, viande ou poisson cuit(e) à l'étouffée avec des épices dans des feuilles de bananier spécialité de la région forestière du centre et du sud.
- Le Koki, (mets commun avec la région du littoral) gâteau à base de cornille, d'huile de palme et de piment emballé dans des feuilles de banane plantain.

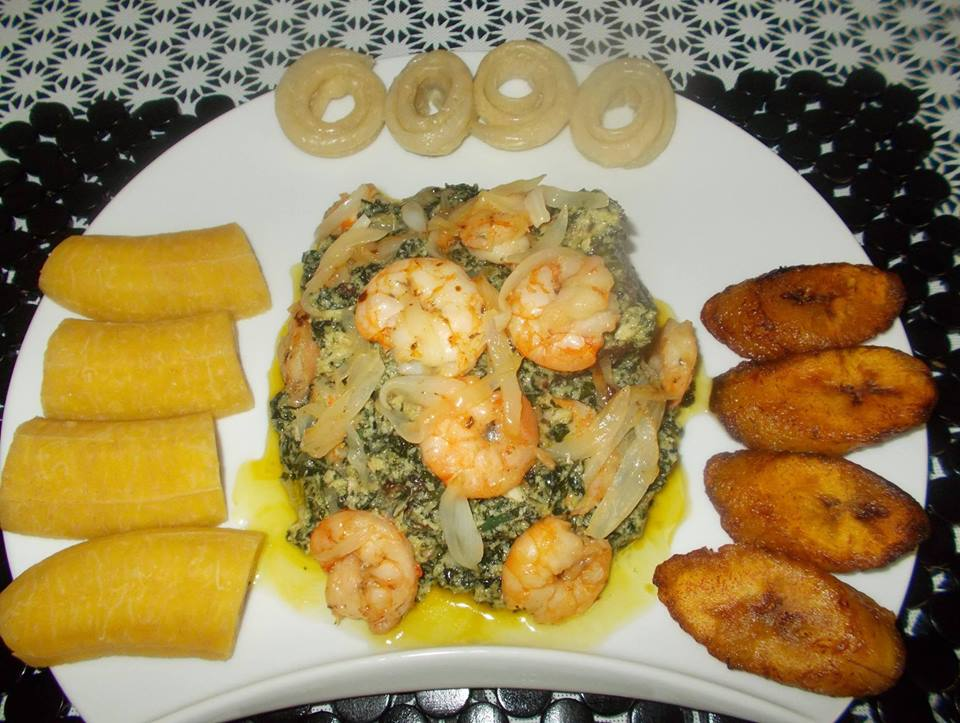
Ndolè à la viande , morrue et crevette
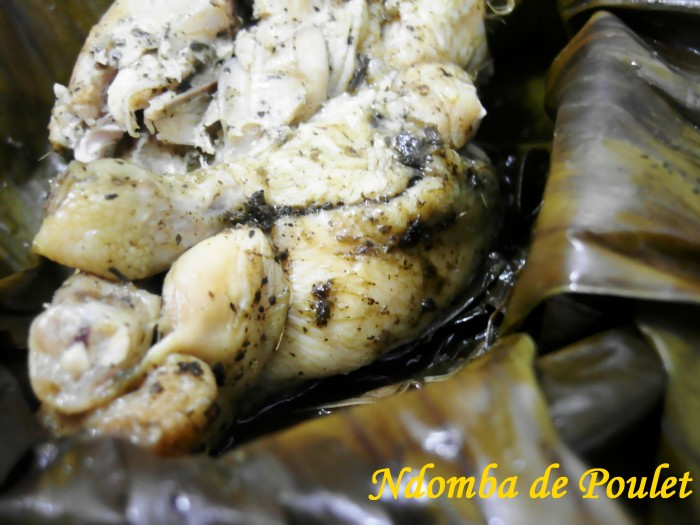
Ndomba de poulet

### Partie septentrionale (extrême-nord, nord, Adamaoua)
Ces plats sont typiques des régions de l'Extrême-Nord, du Nord et de l'Adamaoua :
- le Lalo ;
- le Baskodjé ;
- le couscous du maïs, du mil, du sorgho avec la sauce gombo.

### Région du Centre
- Le bongo’o tjobi, ou sauce ébène avec poisson, assaisonné d'un mélange d'épices soigneusement triées qui donne une couleur noire à la sauce. Alors notons que la quantité des ingrédients dépend du nombre de plats et du nombre des invités[2]. C'est une recette du peuple bassaa réparti entre les régions du centre et du Littoral du Cameroun.
- L'Okok est un plat à base de feuilles d'Okok, une plante sauvage répandue dans la forêt équatoriale. Ce plat est répandu dans les régions du Centre, du Sud et une partie du Littoral. C'est un plat typique des Beti, tribu des régions du Centre et du Sud. Il n'est pas cuisiné de la même façon chez les Beti, les Banen, les Bassa, les Yambassa ou les Bafia par exemple. Toutefois, dans les différentes recettes[3], on retrouve toujours les feuilles d'Okok hachées, de l'huile de palme (ou du jus de noix de palme) et de la pâte d'arachide. Il s'accompagne de Manioc, de Bobolo et parfois, de Taro.
- Le kpem, consommé au centre, et fait à base de feuilles de manioc pilées et de jus de noix de palme[pas clair], auquel on ajoute parfois des aubergines africaines.
- Le mboam kpem, cuisson à l'étouffée de feuilles de manioc pilées dans des feuilles de bananier.

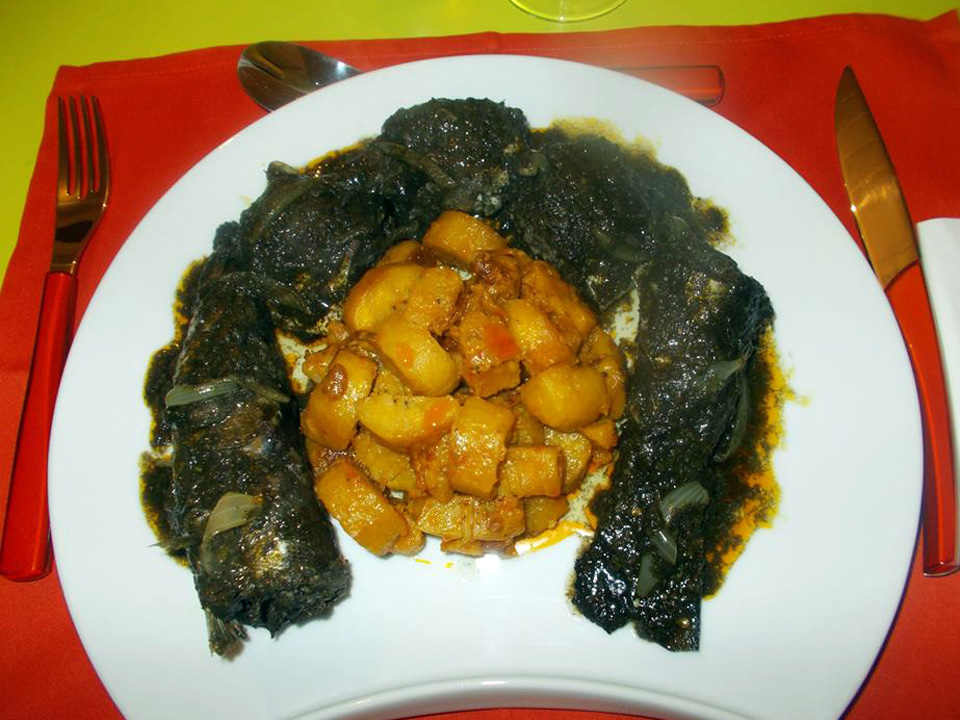
Bongo'o tjobi et plantain malaxé

### Région de l’Ouest

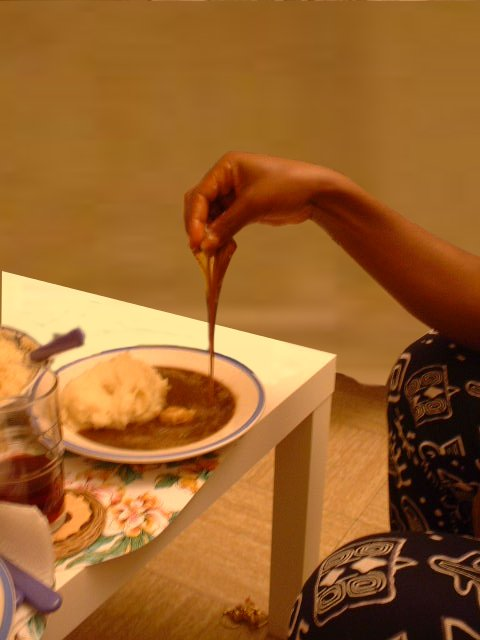
Nkui

Le kondre (kondrè), ragoût originaire de l'ouest du Cameroun à base de plantain non mûr bien épicée mélangée à un viande de chèvre, de bœuf ou de porc (de préférence).
- Le njapche (ou Ndjapche), spécialité bamoun, est originaire de la rive sud de la rivière Noun. Son ingrédient de base est la morelle noire, dont l’accommodement est délicat.
- Le nkui, variété de sauce bamiléké très gluante préparée à base d'une écorce spéciale. (Il est traditionnellement recommandé pour les femmes allaitantes.)
- le kouakoukou, macabo blanc râpé cuit à la vapeur dans des feuilles de colatier avec une sauce faite à base de pâte d'arachides frais (sauce blanche) ou grillés, avec du poisson fumé, frit ou frais, des champions séchés ou de la viande de bœuf.
- Les pommes pilées, mélange de pomme de terre pilée et de haricot noir ou rouge de l'huile de palme et du piment.
- Le Tapsi Banana, ragoût à base de banane douce non mûre, de pâte d'arachides frais, de l'huile de palme et de poisson fumé. (A consommer frais ou séché.)
- Le Teupsi Macabo qui est un ragoût à base de Magabo rouge pelé et coupé en dés, mijotés avec de l'huile de palme, de la sardine fumée, du piment, de l'assaisonnement et quelques feuilles de ndolè amère finement hachées.
- Le Ta'h/Tak/Tactac, maïs frais écrasé cuit dans des feuilles de bananier, mélangé aux légumes vapeur, du sel, du piment et de l'huile de palme.
- Touop-touop kelong, ragoût de plantain non mûr découpé en dé, mélangé à l'huile de palle et au poisson fumé
- le kondre: Ragoût de banane plantain non mur mélangé avec la viande de chèvre ou porc connu comme le plat royal

### Région du Nord-Ouest

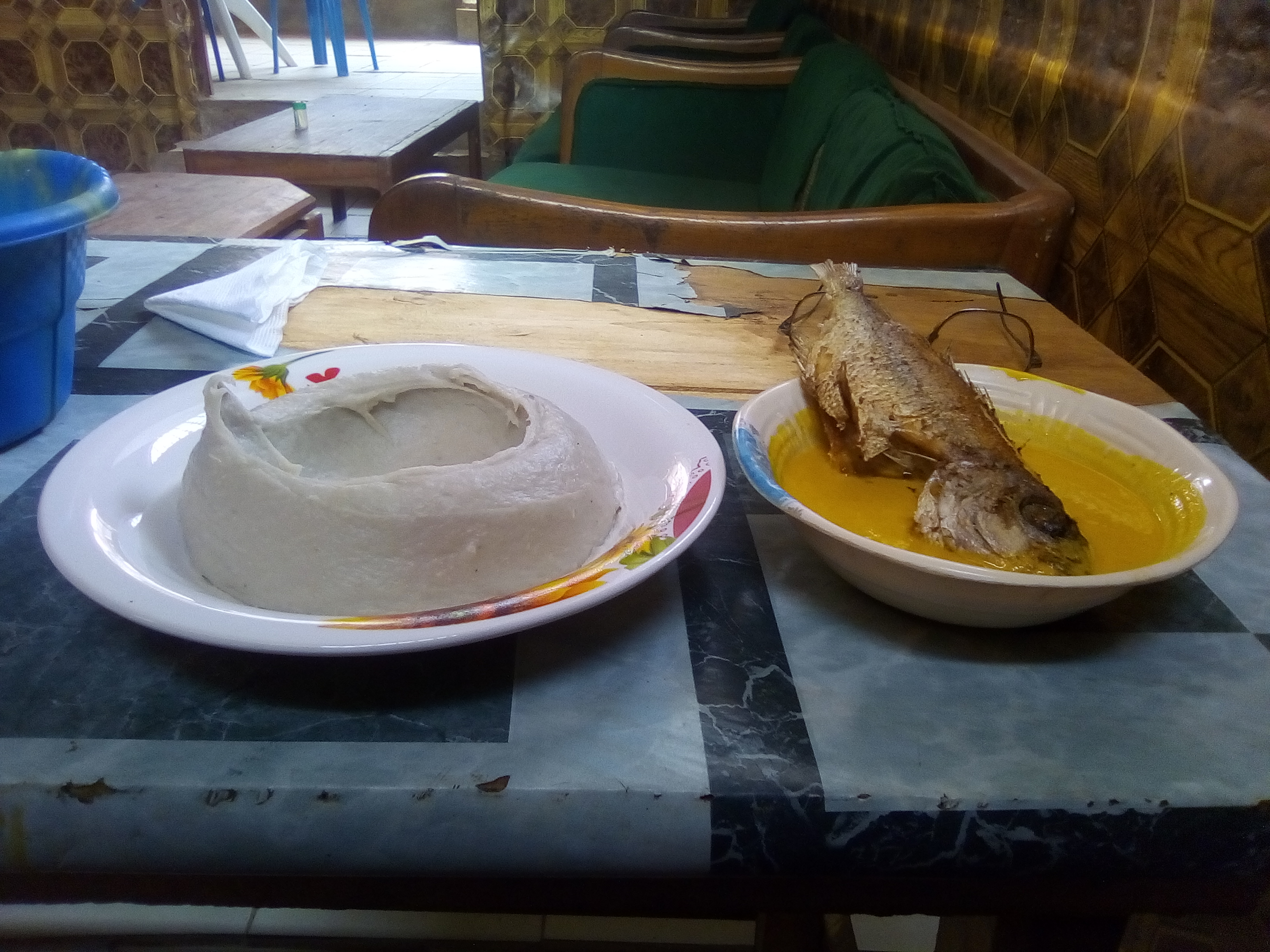
Taro à la sauce jaune

- le Taro à la sauce jaune (mets commun avec la région de l'ouest), sauce savamment composée de plus de trente épices. Il est typique des départements du Bamboutos et de la Mezam
- Le Kati-kati, légumes vapeur huileux non assaisonnés souvent servis avec des cuisses de poulet. C'est un mets de la région du Nord-Ouest.

### Région du Sud-Ouest

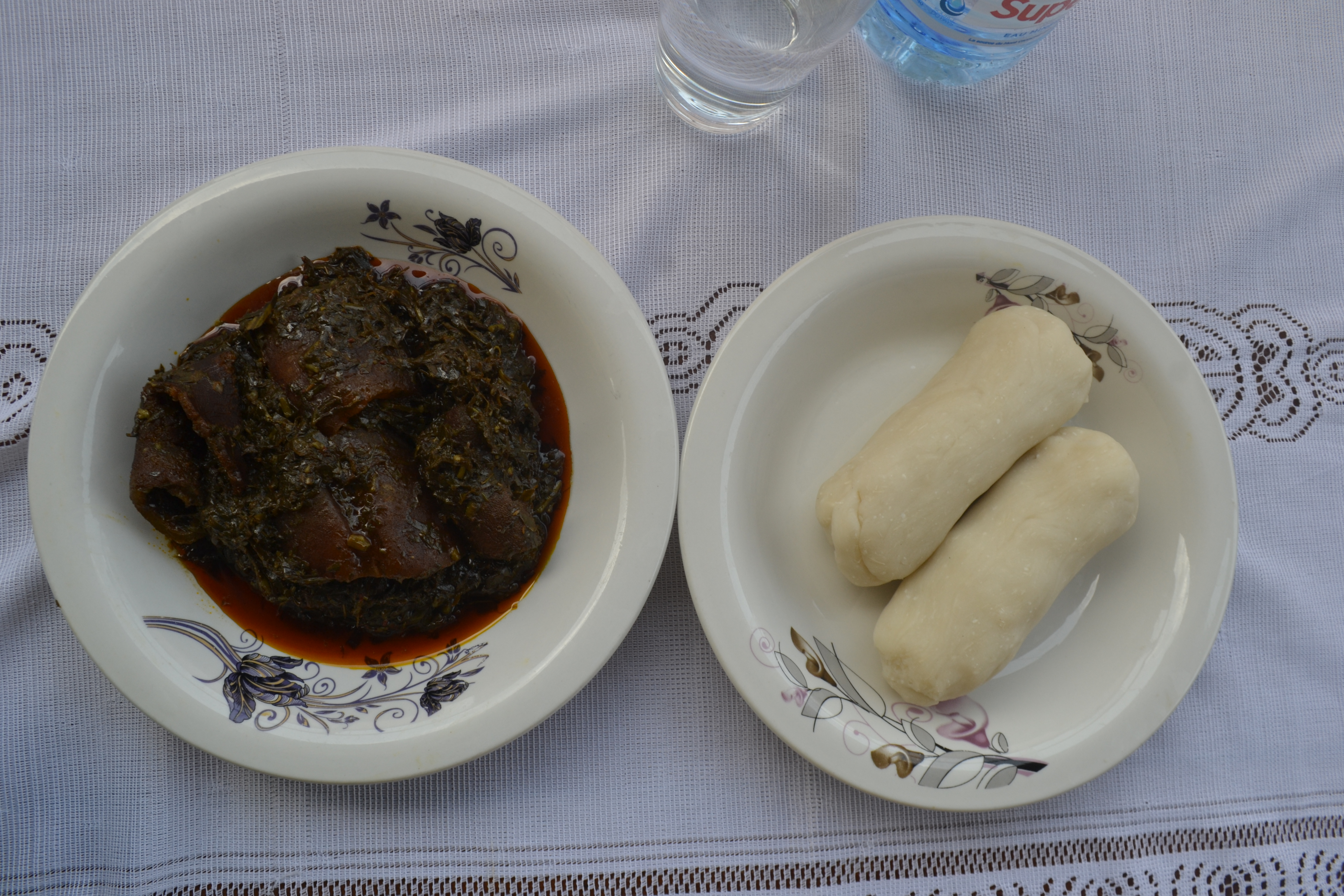
Le Eru, accompagné de foufou.

- Le Eru : mélange de légumes, okok et water leaf, sorte d’épinards à petites feuilles. La recette de base contient des écrevisses, du poisson fumé, de la peau de bœuf. L'ensemble des ingrédients est souvent difficile à trouver, hors du pays. C'est un plat originaire du département de la Manyu dans la région du Sud-Ouest.
- L'Ekwang, macabo râpé, puis enrobé dans des petites feuilles de macabo puis malaxé. C'est un plat typique des départements du Ndian et de la Manyu dans la région du Sud-Ouest
- L'Okro soup ou sauce gombos qui est un plat typique de la façade littorale du Cameroun (Sud-Ouest, Littoral, Sud)

### Région du Sud
- L'ovianga, plat de viande de brousse savamment épicé accompagné de plantain pilé.
- Le sanga, très consommé dans les régions du Sud, du centre et du Littoral, (particulièrement dans les ethnies Bassa et Beti), c'est un mets composé de légumes verts (feuilles de morelle noire comestible ou feuilles de melon) cuits avec du jus de noix de palme et du maïs et mangé avec ou sans sucre. On y ajoute parfois un peu de piment.
- L'okok, très apprécié au sud et au centre, plat à base de feuilles de gnenum africanum, de pate d'arachides grillées et de jus de noix de palme.

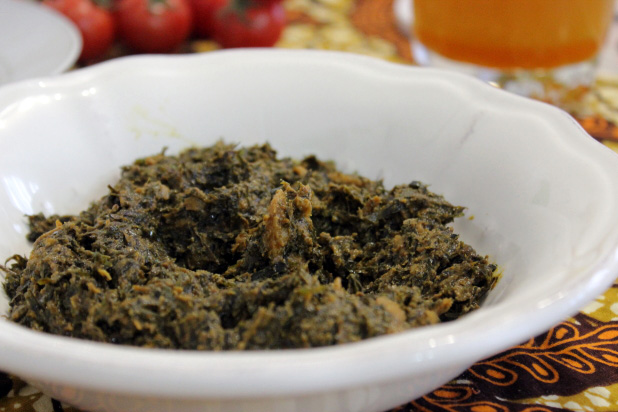
okok
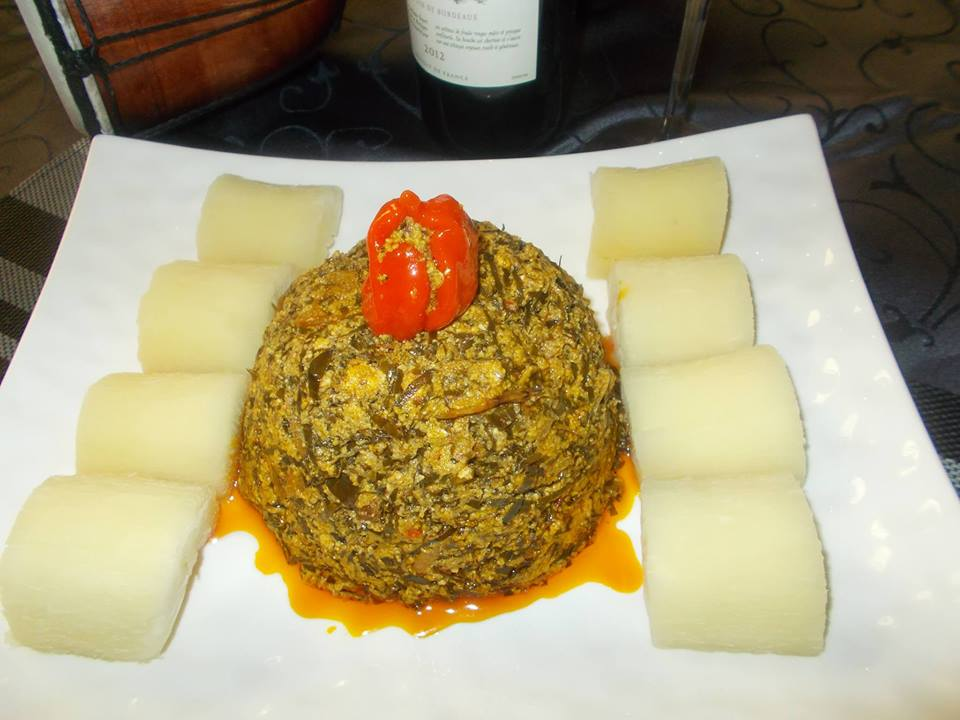
Ikok et manioc vapeur

## Accompagnements

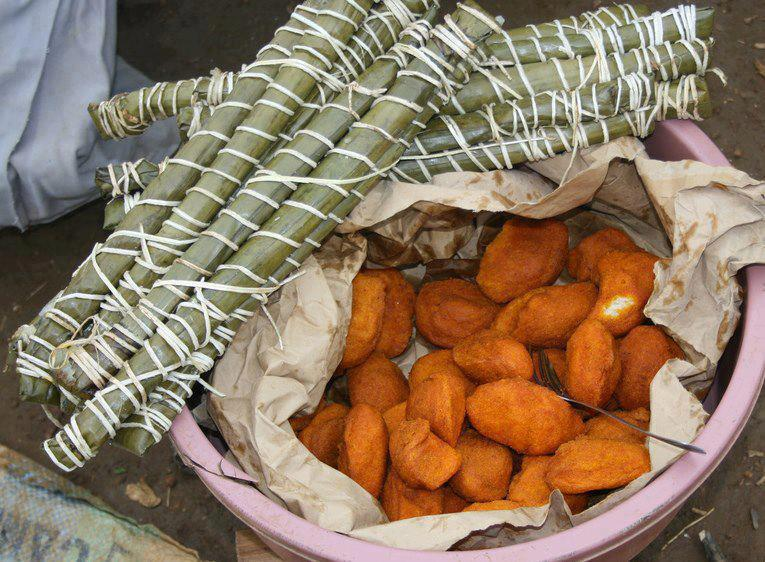
Miondos et beignets.

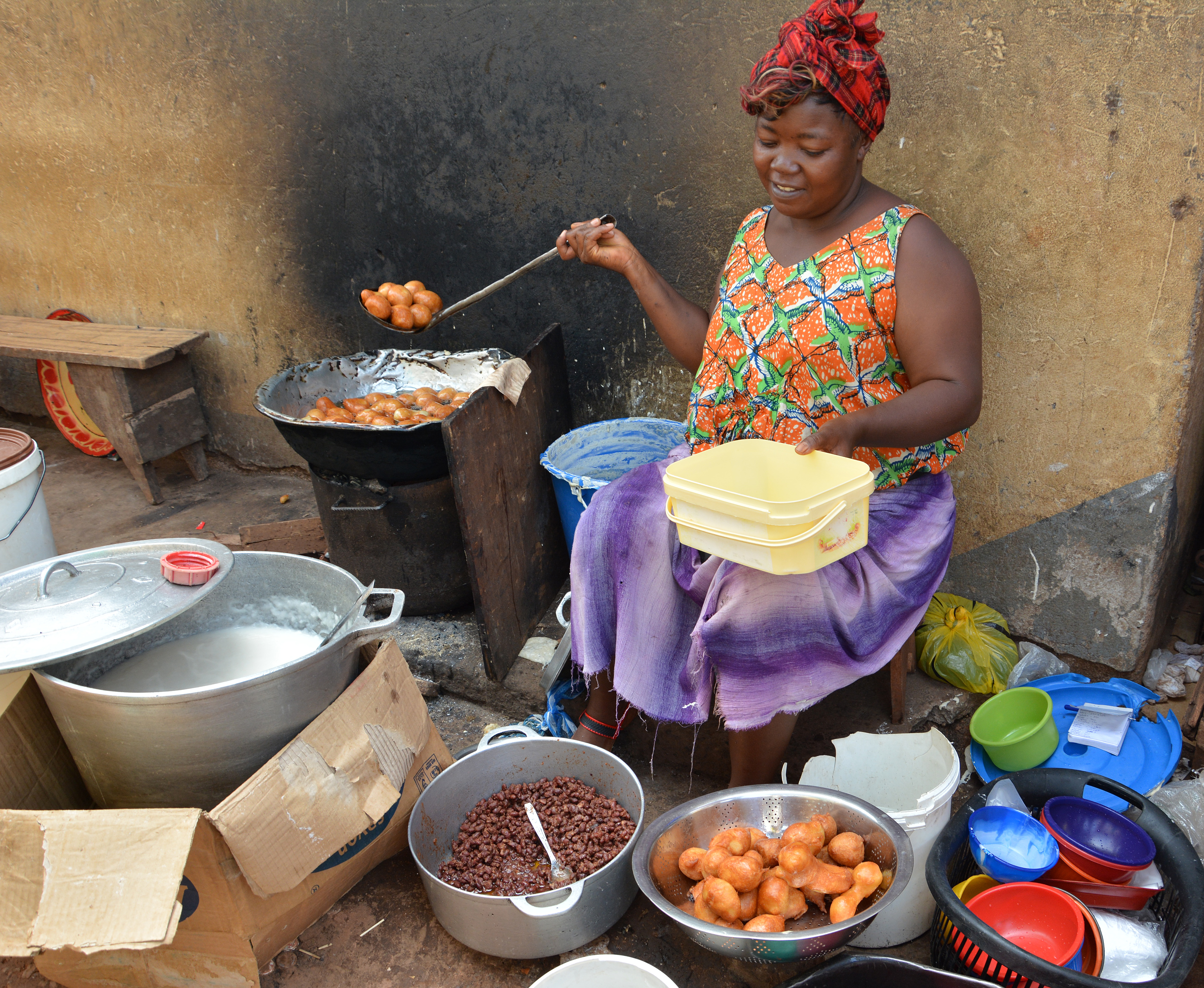
Préparation de beignets de haricots.

- Le plantain qui peut être bouilli, frit, pilé...
- le couscous de maïs (nsah ou kpen),
- le couscous de mil,
- le couscous de sorgho,
- l’igname,
- le manioc (tubercule bouillie),
  - le couscous de manioc,
  - le foufou, pâte à base de farine de manioc,
  - le bâton de manioc : pâte de manioc fermentée, conservée enrobée d'une feuille de bananier ficelée,
  - Le miondo, petit format du bâton de manioc,
- le macabo (râpé ou bouilli),
- le taro,
- les pommes de terre,
- les patates douces,
- les beignets (préparation à base de maïs ou de manioc ou de banane ou de farine, frite dans l'huile en forme de boule, comme le « Ça va se savoir »), accompagné de haricots rouges frits ou de bouillie de riz ou de mais. Les beignets sont fréquemment mangés en accompagnements de plats salés.
- les haricots rouges

## Les mets
- Le mets de pistache (nnam ngoa, nju à l'ouest) est fait d'une pâte épicée de graines de Cucumeropsis mannii (pistaches africaines) cuite dans des feuilles de bananier.
- Le koki, encore appelé koga, est un gâteau traditionnel à base de pâte de certaines variétés de haricot (cornilles), de maïs, de patate douce ou de plantain, additionnée d'huile de palme nature, et parfois de feuilles de taro cuites, emballée en forme de boule dans des feuilles de bananier, et consommée par les populations côtières du littoral et du sud ainsi que dans la région de l'ouest et du centre.
- le mintoumba est un mets traditionnel des Banen et des Bassa. Il est à base de manioc frais fermenté et d’huile de palme rouge, avec une cuisson à la vapeur. Il peut servir d’accompagnement à une sauce, ou être consommé seul comme snack.

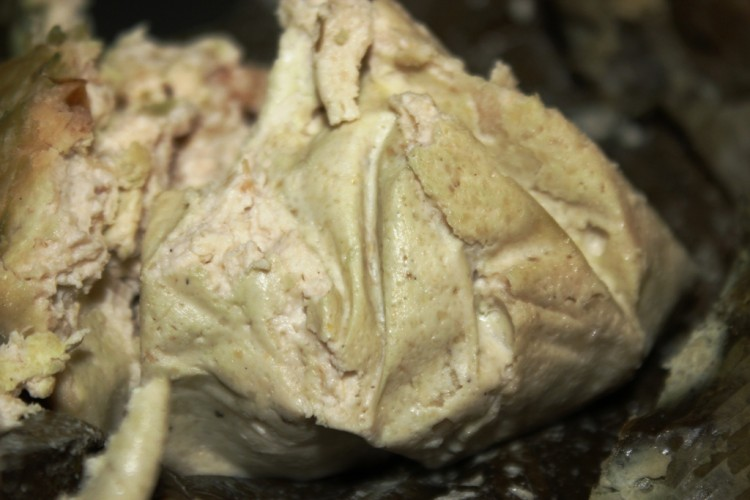
Le mets de pistache (ngam ngon)
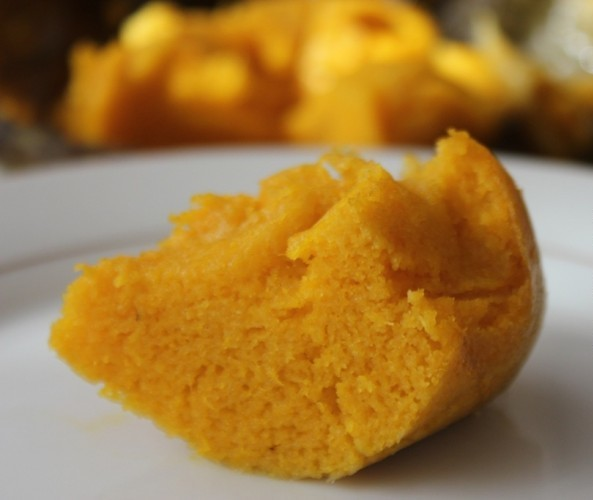
Le Koki
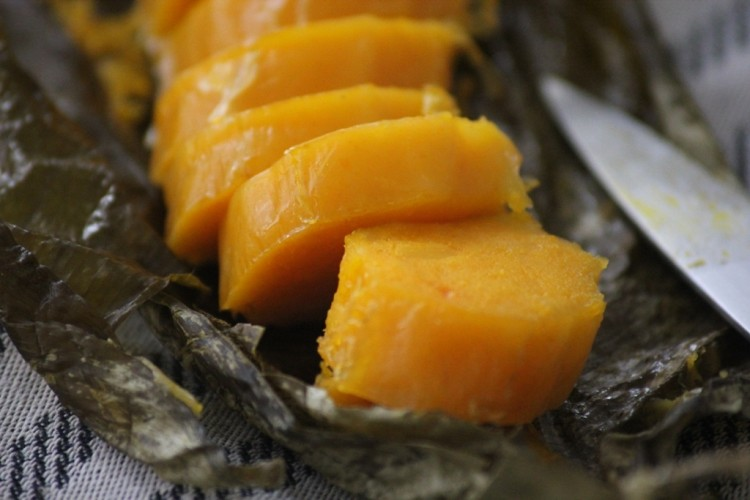
Le mintoumba

## Épices
- le djansan,
- le poivre blanc de penja,
- le sel gemme,
- le gingembre,
- le pèbè,
- le basilic ou kotimandjo,
- le clou de girofle ou kodi,
- le bongolo,
- le ndo'o (ou noix de dika),
- Le Kankan.

## Galerie

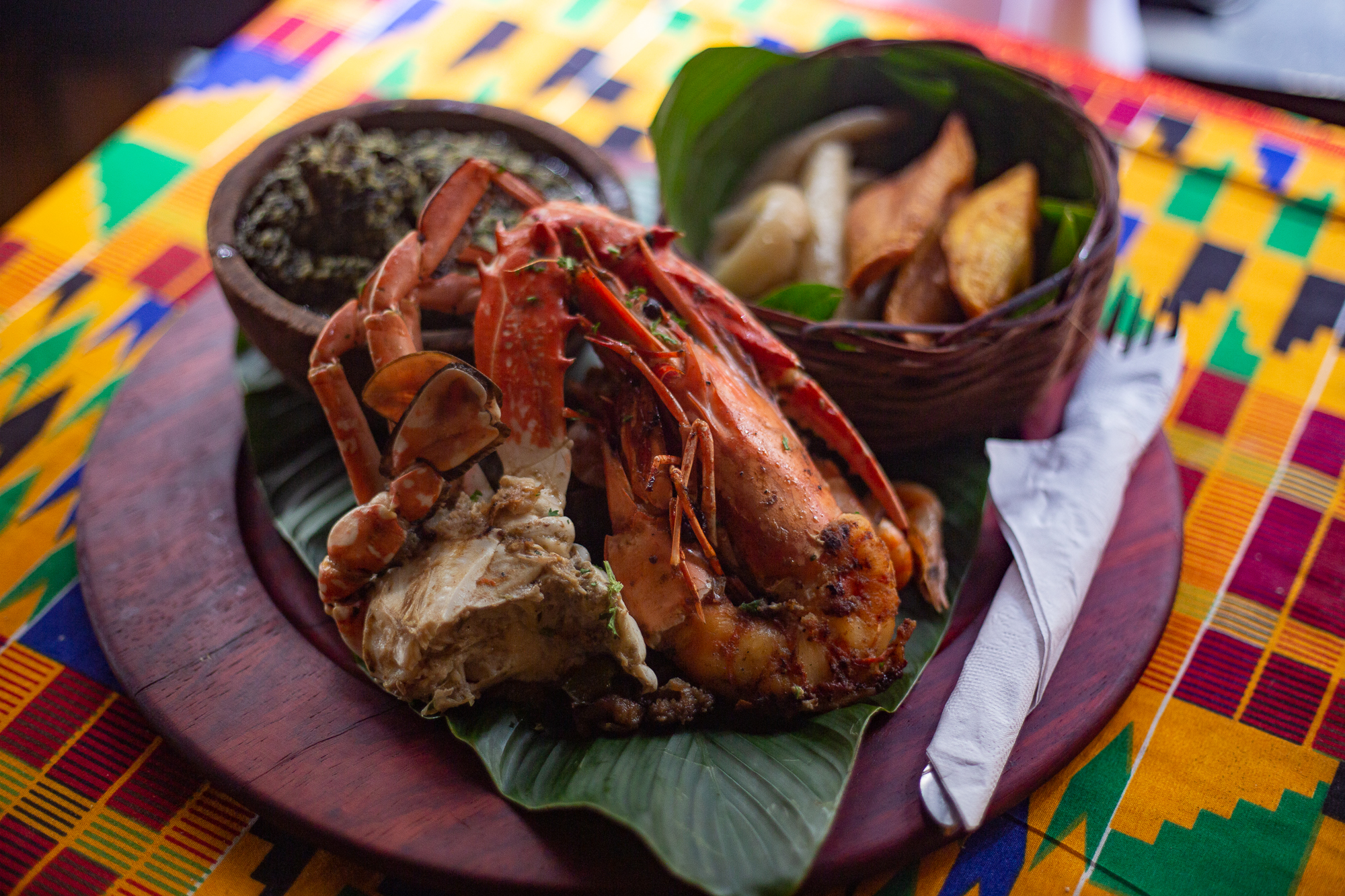
Crabe au légumes sauté
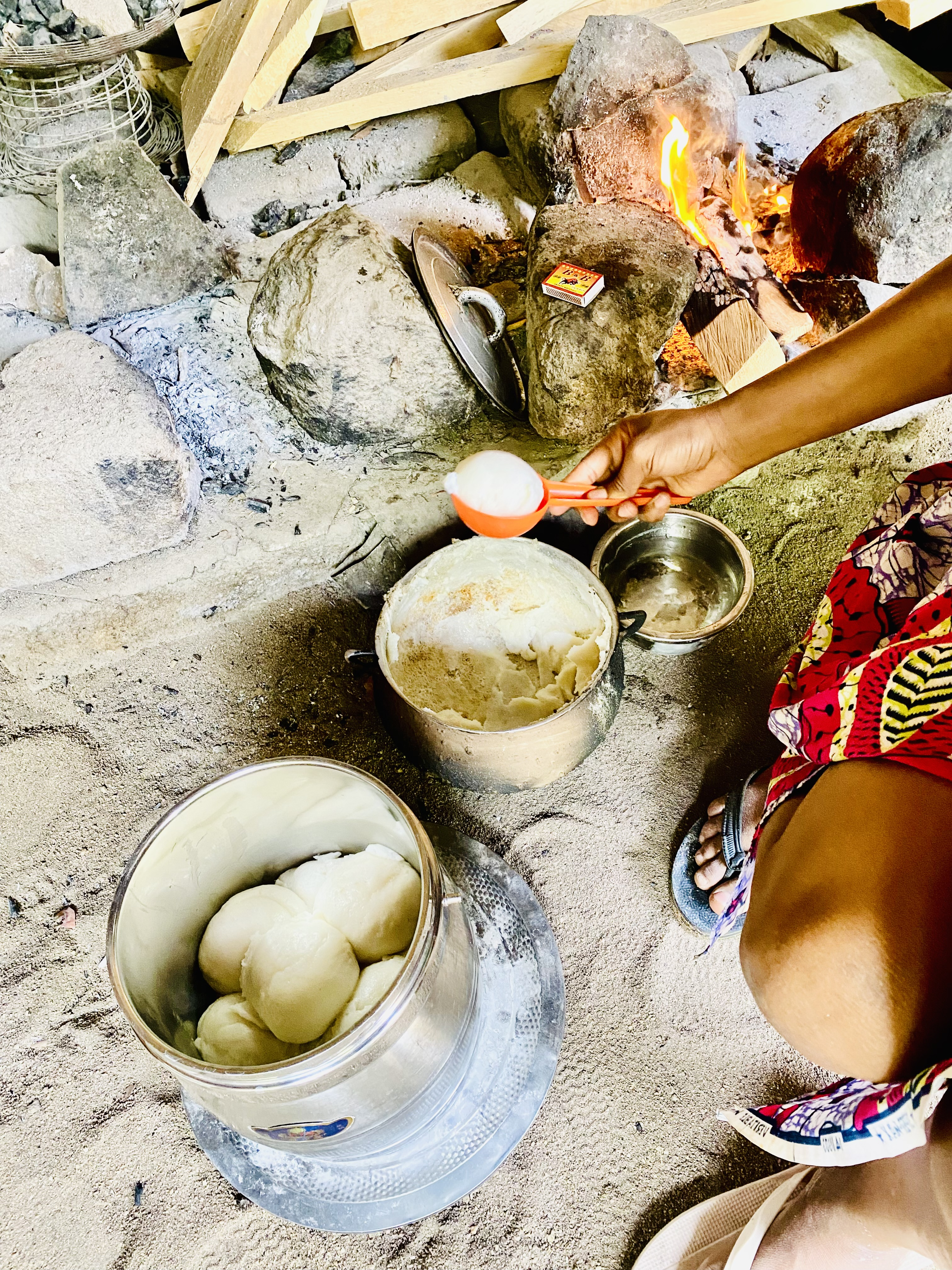
Couscous de mil blanc de l’extrême nord du Cameroun
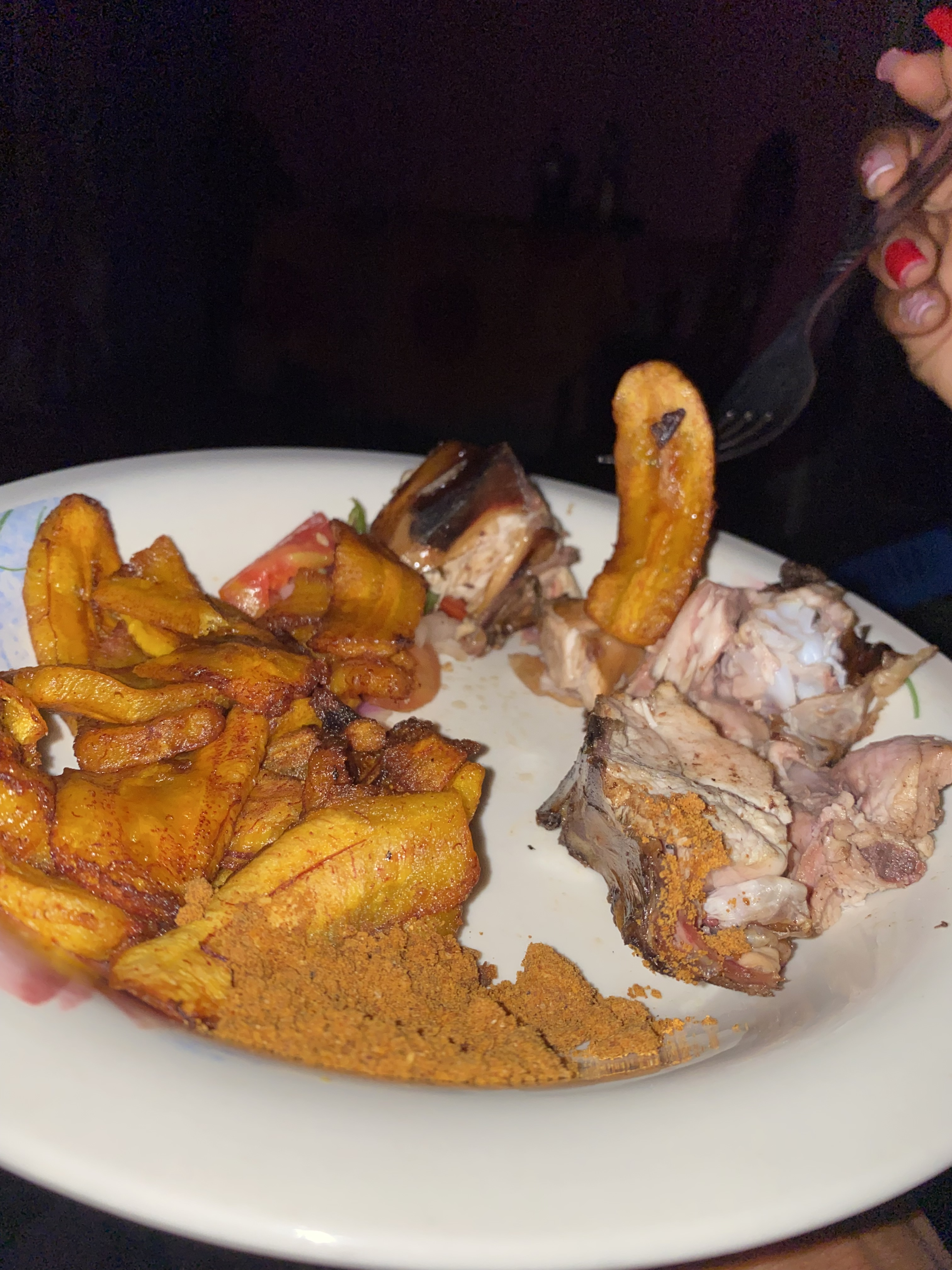
Banane plantin frit avec du poulet
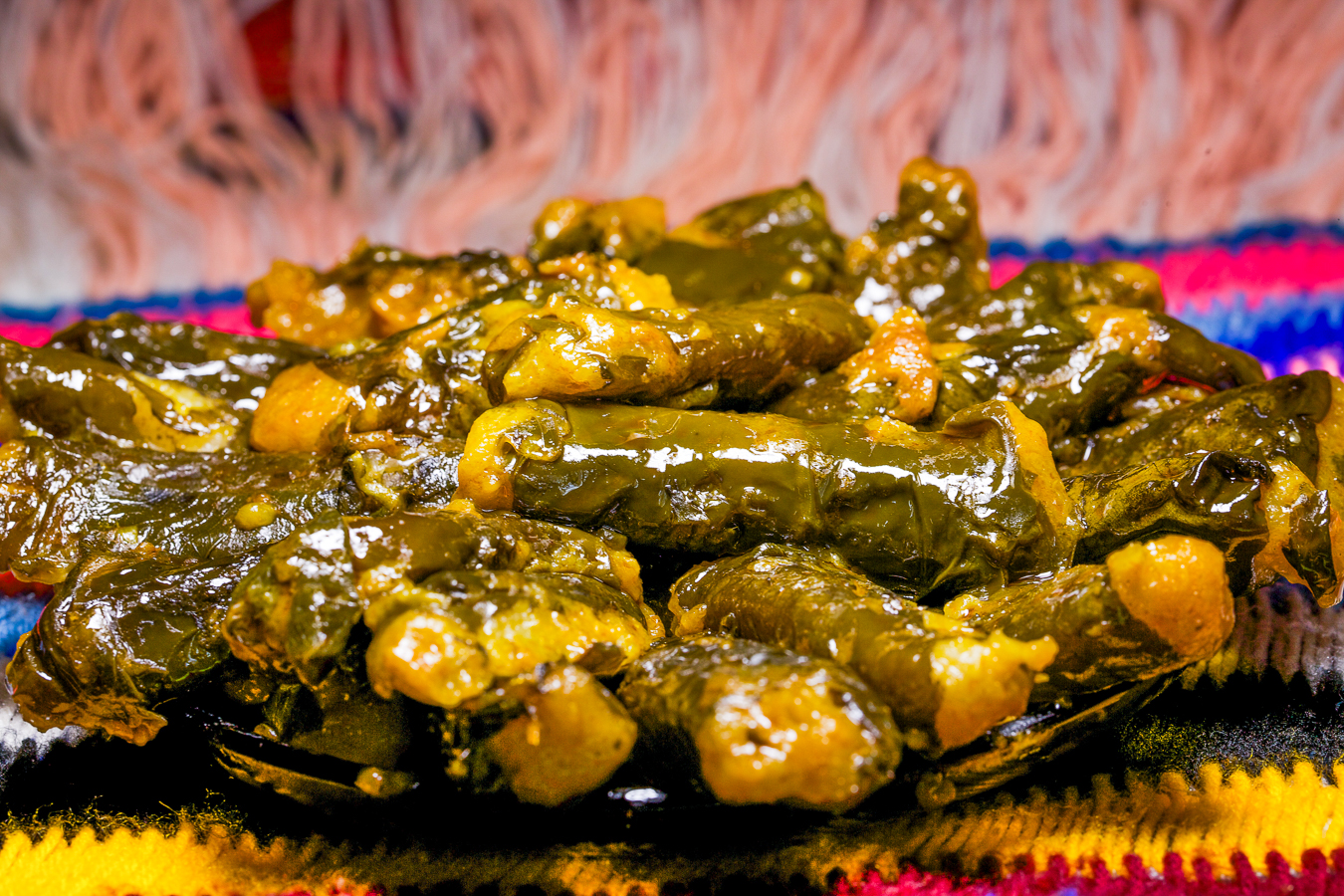
Du macabo écrasé, enroulé dans les feuilles du taro cuit à l'huile rouge
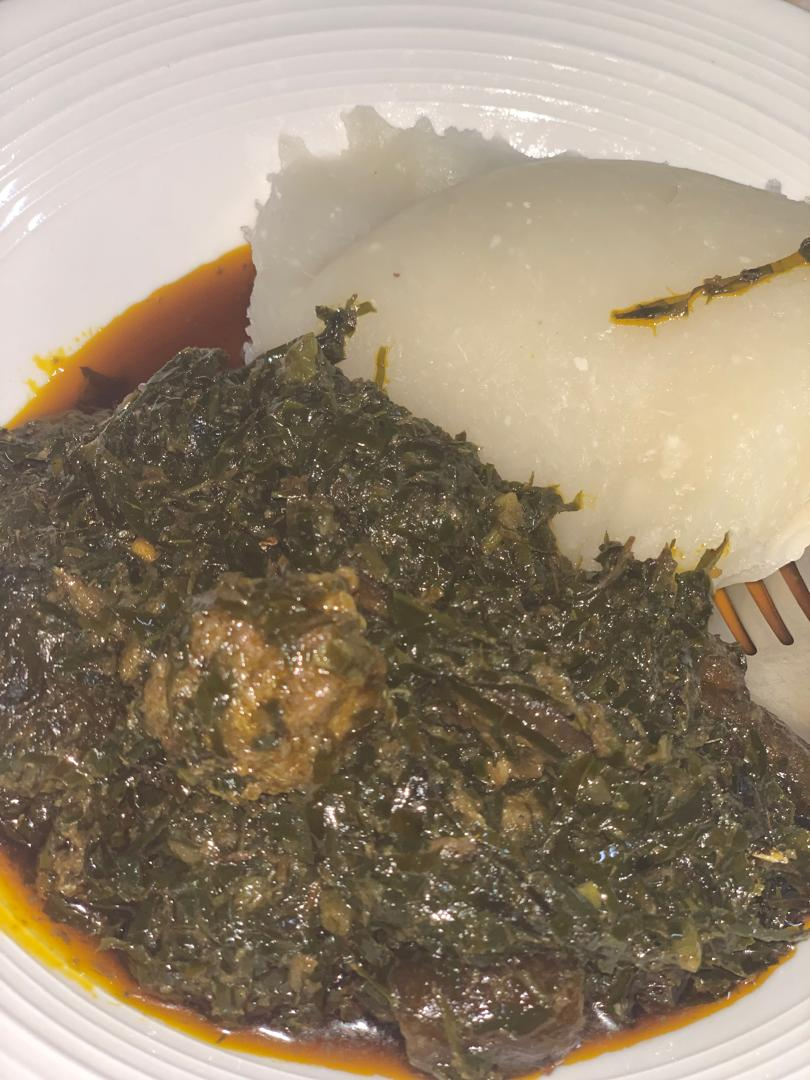
Boule avec sauce feille
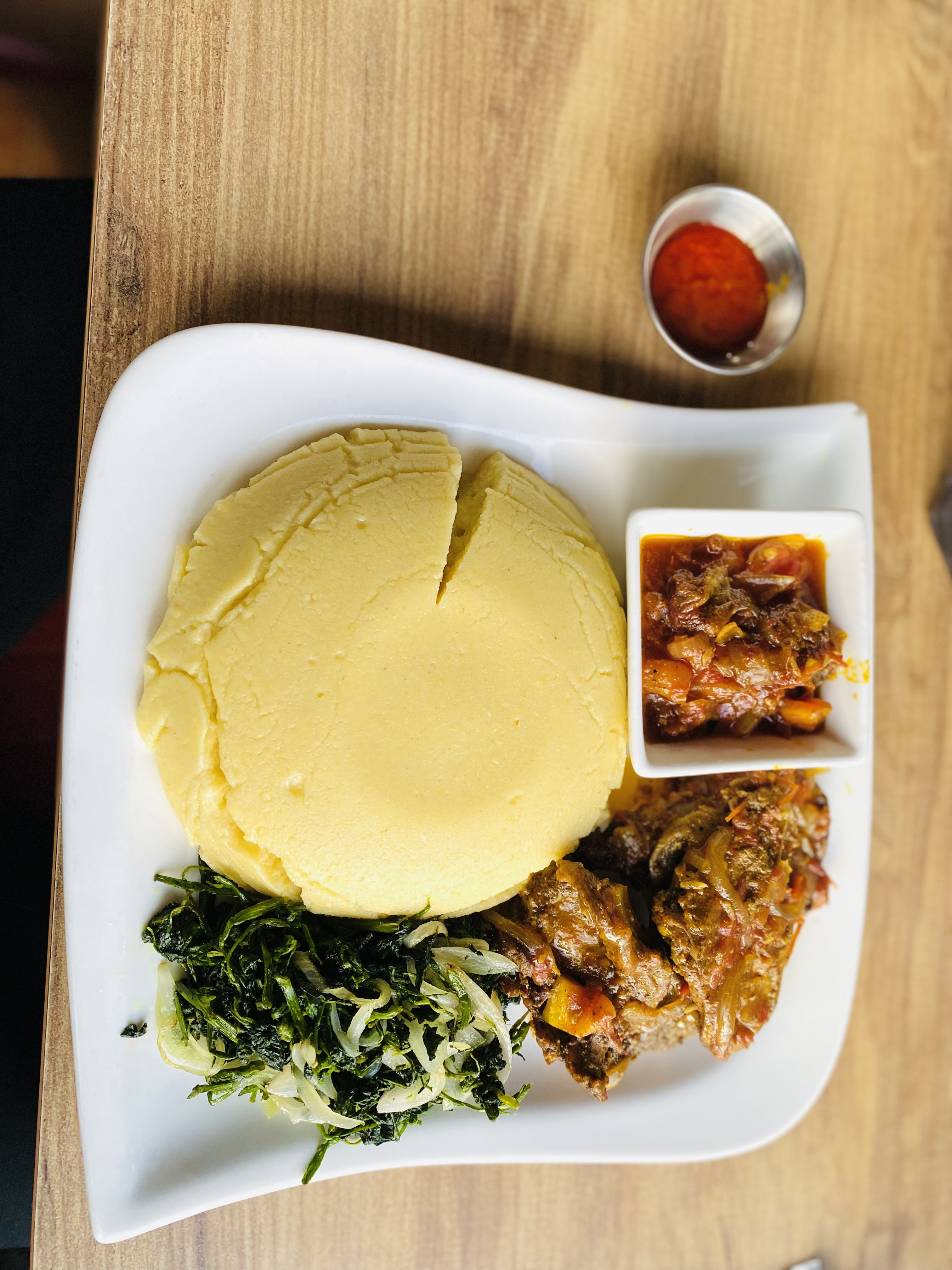
Boule avec squce tomate et piment
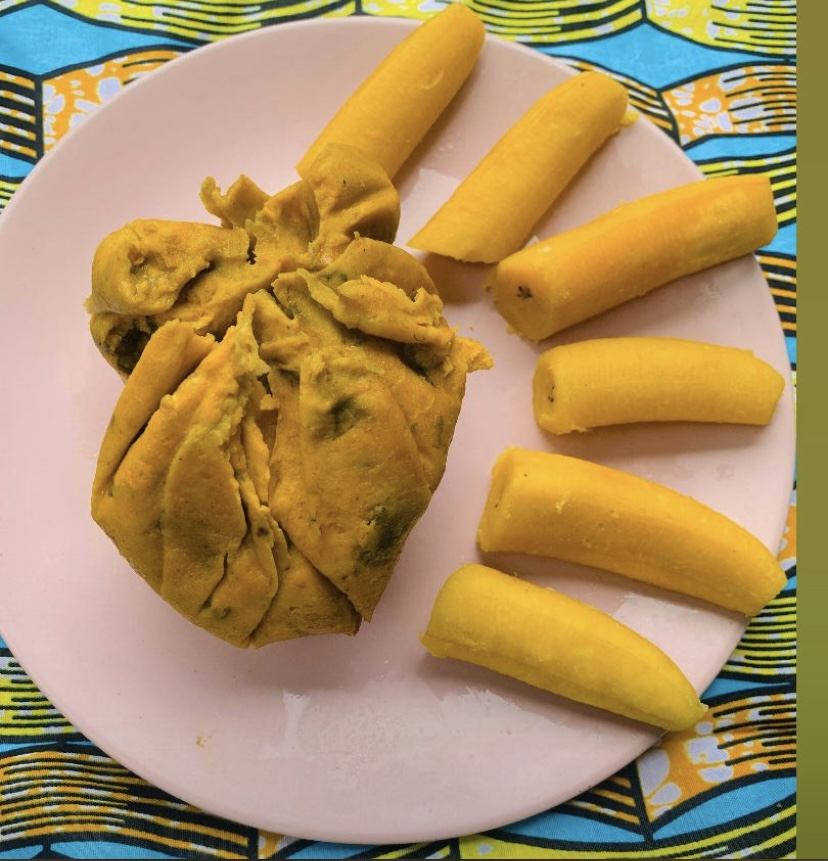
Koki avec banane plantin bouilli
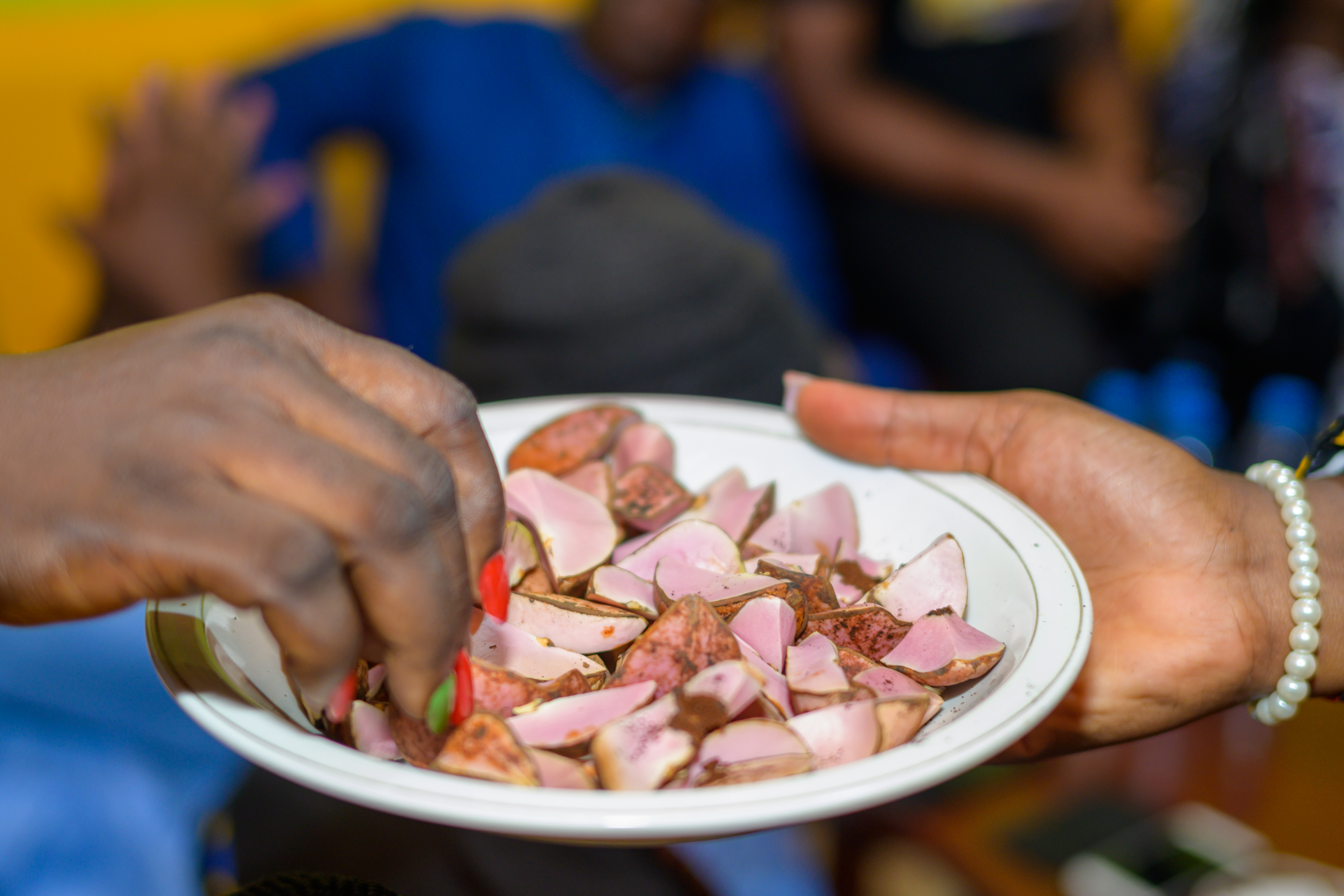
Du cola sur une assiette